# 부커 브래드쇼
부커 브래드쇼(Booker Bradshaw, 1941년 5월 21일 ~ 2003년 4월 1일)는 미국의 배우, 텔레비전 배우이다.
리치먼드에서 태어났으며 로스앤젤레스에서 사망하였다. 사인은 심근 경색이다.

## 영화
- 코피 (1973년)
- 파이어하우스 (1973년)
- 분노의 함성 (1970년)
- FBI (1965년)